# The Falcon and the Winter Soldier
The Falcon and the Winter Soldier är en amerikansk TV-serie från 2021, skapad av Malcolm Spellman. Serien är baserad på Marvel Comics med huvudrollerna Falcon och Bucky Barnes. Serien hade premiär den 19 mars 2021 på streamingtjänsten Disney+.

## Handling
Handlingen utspelar sig i Marvel Cinematic Universe (MCU) strax efter Avengers: Endgame (2019) utspelade sig. Nu samarbetar Sam Wilson med Bucky Barnes i ett världsomspännande äventyr där de får testa deras förmågor när de kämpar mot den anarkistiska gruppen Flag-Smashers.

## Rollista (i urval)

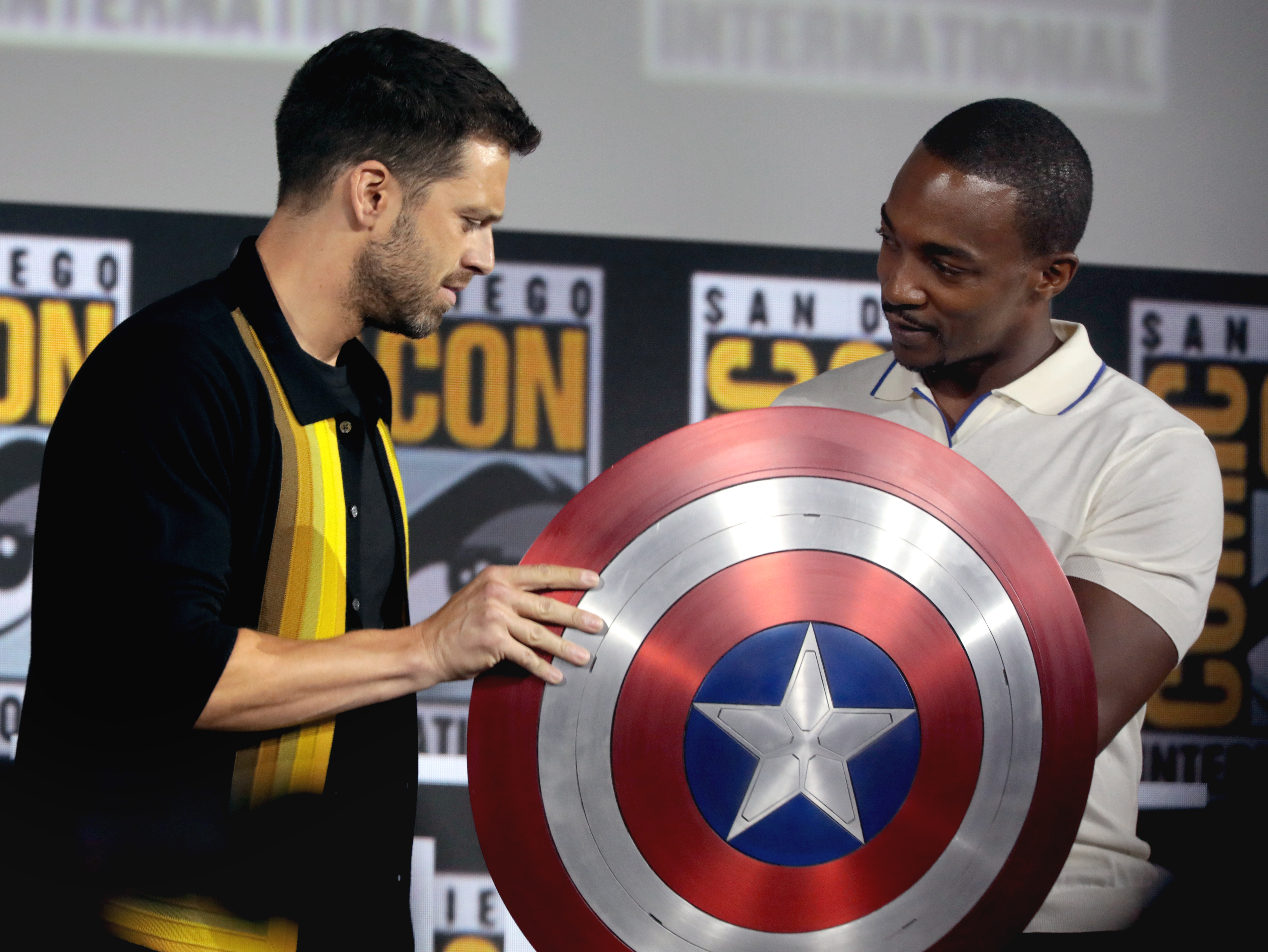
Stan och Mackie på San Diego Comic-Con International, 2019.

| - Anthony Mackie – Sam Wilson / Falcon - Sebastian Stan – Bucky Barnes / Winter Soldier - Wyatt Russell – John Walker / US Agent - Erin Kellyman – Karli Morgenthau - Desmond Chiam – Dovich - Dani Deetté – Gigi - Indya Bussey – DeeDee - Daniel Brühl – Baron Zemo - Danny Ramirez – Joaquin Torres - Adepero Oduye – Sarah Wilson | - Renes Rivera – Lennox - Tyler Dean Flores – Diego - Emily VanCamp – Sharon Carter - Clé Bennett – Lemar Hoskins / Battlestar - John Gettier – GRC Security - Shane Berengue – German S.W.A.T - Neal Kodinsky – Rudy - Eric Anthony – Armor Renter - David Bowles – Base Commander - Brandt Cook – German Prison Guard |